# INVU
INVU (aɪɛnvijuː) è il terzo album in studio della cantante sudcoreana Taeyeon, pubblicato il 14 febbraio 2022.

## Tracce
1. INVU – 3:24
2. Some Nights (그럼 밤) – 3:27
3. Can't Control Myself – 3:01
4. Set Myself on Fire – 2:37
5. Toddler (어른아이 Adults and Children) – 3:08
6. Siren – 3:09
7. Cold as Hell – 2:44
8. Timeless – 3:22
9. Heart (품) – 3:52
10. No Love Again – 3:14
11. You Better Not – 2:43
12. Weekend – 3:53
13. Ending Credits – 3:45